# Susan Ofori-Atta
Susan Ofori-Atta, également connue sous le nom Susan Gyankorama de-Graft Johnson (1917-1985), est une femme médecin ghanéenne et la première femme médecin en Côte-de-l'Or. Ses travaux sur la malnutrition infantile l'ont menée à identifier le syndrome du Kwashiorkor.

## Formation
Ofori-Atta est née à Kyebi en 1917. Elle fait partie de la cour royale de Kyebi, étant l'une des trois enfants du Chef Nana Ofori- Atta I. Elle est d'abord scolarisée au Mary's Convent, à Elmina en 1921, puis effectue ses études secondaires à l'Achimota School en 1929. Ofori-Atta est l'un des élèves pionniers après l'ouverture du collège en 1927, elle est préfet en chef des jeunes filles dans sa dernière année, y est en contact avec Agnes Yewande Savage et obtient le Cambridge School Certificate. Elle poursuit ses études pour devenir sage-femme à l'hôpital Korle-Bu, elle a en outre poursuivi ses études à l'University of Edinburgh Medical School elle a obtenu son diplôme MB, Ch.B en 1949.

## Carrière
Ofori-Atta a commencé sa carrière en tant que sage-femme, puis a étudié pour devenir pédiatre, devenant la première femme médecin au Ghana,,. En 1960, elle a donné de son temps à un hôpital congolais de qui était en sous-effectif.
Elle occupe un poste à l'hôpital de Kumasi en 1951, puis ses compétences en pédiatrie la conduisent au Princess Louise Hospital for Women de Korle-bu (actuellement Accra Children’s Hospital).
Ses travaux sur la malnutrition infantile l'ont menée à identifier le syndrome du Kwashiorkor.
Elle épouse tardivement le Dr E.V.C De-Graft Johnson, avocat renommé. Elle décède en juillet 1985, au Royaume-Uni.

## Autres activités
Le Dr Susan Ofori-Atta a fait partie de l'Assemblée constituante en 1969 qui a établi la Constitution de la Seconde république du Ghana.
Elle a participé à la création de la Women's Society for Public Affairs dont elle est le pilier et à travers laquelle elle a réussi à obtenir que la loi sur les droits des femmes en matière d'héritage au Ghana soit modifiée : en 1985, elle remporte son combat contre le système d'héritage Akan (Akan System of Inheritance) qui déniait le droit à l'héritage aux femmes et aux enfants. La promulgation de la Loi de succession donne alors le droit à la femme et aux enfants d'hériter de leurs époux et pères décédés intestat.
Elle est également l'un des fondateurs de l'Académie ghanéenne des arts et des sciences.

## Prix et distinctions
Elle est nommée docteure honoris causa en science par l'université du Ghana pour son travail sur la malnutrition infantile, et elle reçoit la Royal Cross du pape Jean-Paul II lors de sa visite au Ghana en 1980.

## Hommage
Une maison de la femme à la Achimota School a été nommée d'après Ofori-Atta.